# Задоровка
Задоровка (біл. Задораўка) — село в Білорусі, у Тереницькій сільській раді Гомельського району Гомельської області.

## Географія
Село розташоване за 20 км на захід від Гомеля, за  10 км від залізничної станції Прилад на неелектрифікованій лінії Калинковичі — Гомель. На сході  межує із лісом.
На півночі меліоративні канали, з'єднані з річкою Уза (притока річки Сож).

## Транспортна мережа
Транспортні зв'язки степовою, потім автомошляхом Жлобин — Гомель. Планування складається із прямолінійної меридіональної вулиці, яка на півночі приєднується до дугоподібної широтної вулиці. Забудова двостороння, дерев'яна, садибного типу.

## Історія
За письмовими джерелами відома з початку XIX століття, як село у складі однойменного маєтку у Білицькому повіті Могильовської губернії. У 1847 році у володінні поміщика Микашевського. У 1884 році господар маєтку володів 182 десятинами, а господар другого маєтку, що розташовувався поруч, — 355 десятинами землі, діяв хлібний магазин. Згідно з переписом 1897 року розташовувалися: хлібний магазин, 2 вітряки. У 1909 році 1185 десятин землі, школа, у Телешевської волості Гомельського повіту.
З 8 грудня 1926 року по 30 грудня 1927 року — центр Задоровської сільської ради Уваровицького району Гомельського округу. У 1930 році організований колгосп «Задоровка», працювали вітряк і кузня. Під час німецько-радянської війни у вересні 1943 року німецькі окупанти спалили 80 дворів та вбили 12 мешканців. 37 місцевих мешканців загинули на фронті. У 1959 році у складі колгоспу «Червона площа» (центр — село Телеші).
До 1 серпня 2008 року у складі Телешовської сільської ради.

## Населення

### Чисельність
- 2009 — 32 мешканці.